# Francisco Antonio Encina

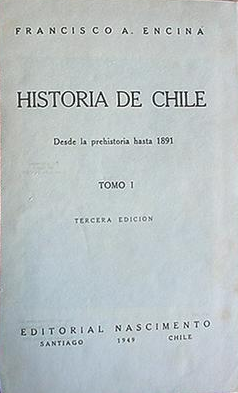
Historia de Chile

Francisco Antonio Encina (geb. 1874; gest. 1965) war ein chilenischer Historiker und Anwalt. Er ist Verfasser einer umfangreichen Historia de Chile (Geschichte Chiles), worin die rassistischen Theorien Nicolás Palacios’ Widerhall fanden. 1955 erhielt Francisco Antonio Encina den nationalen chilenischen Literaturpreis.